# Getting Away with Murder (singel)
"Getting Away with Murder" – metalowa kompozycja autorstwa Jacoby'ego Shaddiksa i Tobina Esperance'a zrealizowana na czwarty album zespołu Papa Roach pod tym samym tytułem. Jest to pierwszy utwór promujący ową płytę, a szósty singel w całej karierze Papa Roach.
Piosenkę wykorzystywano w programie telewizyjnym WWE Tough Enough.

## Zawartość singla
1. "Getting Away with Murder" − 3:12
2. "Harder Than a Coffin Nail" − 3:28

## Pozycje na listach przebojów
| Notowanie                   | Najwyższa pozycja |
| --------------------------- | ----------------- |
| Germany Singles Chart       | 38                |
| UK Singles Chart            | 45                |
| U.S. Mainstream Rock Tracks | 2                 |
| U.S. Modern Rock Tracks     | 4                 |
| U.S. Billboard Hot 100      | 69                |